# Amphoe Kra Buri
Amphoe Kra Buri (thailändisch อำเภอ กระบุรี) ist ein Landkreis (Amphoe – Verwaltungs-Distrikt) im Norden der Provinz Ranong. Die Provinz Ranong liegt in der Südregion von Thailand.

## Geographie
Amphoe Kra Buri wird von folgenden Amphoe begrenzt (vom Nordosten im Uhrzeigersinn aus gesehen):  Amphoe Tha Sae, Mueang Chumphon und Sawi der Provinz Chumphon sowie  Amphoe La-un der Provinz Ranong. Nach Westen liegt die Tanintharyi-Division von Myanmar.
Der Maenam Kraburi (Kraburi-Fluss) ist eine wichtige Wasser-Ressource. Sein großes Mündungsgebiet ist als ein Feuchtgebiet gemäß der Ramsar-Konvention geschützt.
Das östliche Ufer des Mündungsgebiets ist Teil des Lam-Nam-Kraburi-Nationalparks (Thai: อุทยานแห่งชาติลำน้ำกระบุรี).

## Geschichte
Mueang Tra (auch: Kra) wurde bereits während der Ayutthaya-Periode als eine „Stadt 4. Klasse“ unter der Verwaltung der  Provinz Chumphon gegründet. Sein erster Gouverneur war ein Herr Kaew, ein Cousin des Gouverneurs der Provinz Nakhon Si Thammarat, er wurde später zum Phra Kaew Korop (พระแก้วโกรพ) befördert. Mueang Tra war eine Grenzstadt des Königreichs Ayutthaya. Die alte Stadt lag im heutigen Tambon Pak Chan. Im Jahr 1884 verlegte Phra Atsadongkhata Thisaraksa (Thai: พระอัษฎงคตทิศรักษา) die Verwaltung, und damit das Stadtzentrum aus strategischen Gründen ins Tambon Nam Chuet.
Bei Mueang Tra fanden zwei große Schlachten gegen burmesischen Invasoren statt, einmal 1764 während der Regierungszeit von König Ekathat und einmal 1786 in der Rattanakosin-Periode zur Regierungszeit von König Phra Phutthayotfa Chulalok (Rama I.). Im Zweiten Weltkrieg war Tra der Standort der westlichen Division der Japanischen Armee, die die Bahnstrecke Chumphon–Khao Fachi hier anlegten. Gegen 1896 wurde Kra Buri zu einem Landkreis der Provinz Ranong abgewertet.

## Verwaltung

### Provinzverwaltung
Amphoe Kra Buri ist in sieben Gemeinden (Tambon) eingeteilt, welche weiterhin in 60 Dörfer (Muban) unterteilt sind.
| \| Nr. \| Name \| Thai \| Dörfer \| Einw.[2] \| \| --- \| ------------- \| ------- \| ------ \| -------- \| \| 1. \| Nam Chuet \| น้ำจืด \| 09 \| 07.476 \| \| 2. \| Nam Chuet Noi \| น้ำจืดน้อย \| 06 \| 03.205 \| \| 3. \| Mamu \| มะมุ \| 08 \| 04.644 \| \| 4. \| Pak Chan \| ปากจั่น \| 11 \| 06.786 \| \| 5. \| Lam Liang \| ลำเลียง \| 11 \| 08.746 \| \| 6. \| Choporo \| จ.ป.ร. \| 10 \| 12.151 \| \| 7. \| Bang Yai \| บางใหญ่ \| 05 \| 03.067 \| |               |         |        |        |
| Nr. | Name          | Thai    | Dörfer | Einw.  |
| 1. | Nam Chuet     | น้ำจืด    | 09     | 07.476 |
| 2. | Nam Chuet Noi | น้ำจืดน้อย | 06     | 03.205 |
| 3. | Mamu          | มะมุ     | 08     | 04.644 |
| 4. | Pak Chan      | ปากจั่น   | 11     | 06.786 |
| 5. | Lam Liang     | ลำเลียง  | 11     | 08.746 |
| 6. | Choporo       | จ.ป.ร.  | 10     | 12.151 |
| 7. | Bang Yai      | บางใหญ่  | 05     | 03.067 |

### Lokalverwaltung
Es gibt zwei Kleinstädte (Thesaban Tambon) im Landkreis:
- Nam Chuet (เทศบาลตำบลน้ำจืด) besteht aus Teilen des Tambon Nam Chuet,
- Choporo (เทศบาลตำบล จ.ป.ร.) besteht aus dem gesamten Tambon Choporo.

Außerdem gibt es sechs „Tambon Administrative Organizations“ (TAO, องค์การบริหารส่วนตำบล – Verwaltungs-Organisationen) im Landkreis.